# Informační materiály
Informační materiály (zkratka Infomat) byl česky psaný krajně levicový čtvrtletník, který vycházel v Západním Berlíně. Volně navazoval na činnost trockistického Hnutí revoluční mládeže.
Mezi přispěvatele periodika patřili například Sybille Plogstedt, Jacques Rupnik, Pavel Liška, Jan Koukal, Jaroslav Suk a Jan Pauer. Časopis též zveřejňoval články od Petra Uhla.